# Landkreis Wunsiedel im Fichtelgebirge
Landkreis Wunsiedel im Fichtelgebirge, eller Landkreis Wunsiedel i. Fichtelgebirge, er en  landkreis i den østlige del af Regierungsbezirk Oberfranken i den tyske delstat Bayern. Nabolandkreie er mod nord Landkreis Hof, mod øst det  tjekkiske administrationsområde (Verwaltungsbezirk) Karlsbad (Karlovarský kraj), mod syd Landkreis Tirschenreuth og mod vest Landkreis Bayreuth.

## Geografi
Det meste af landkreisen ligger  i Fichtelgebirge, der i hesteskoform indrammer området i nord, vest og syd. Der imellem ligger den såkaldte Wunsiedeler Hochfläche, et let bølget landskab i 600 meters højde. Mod øst i landkreisen falder landskabet til cirka 440 meters højde. Det højeste bjerg i Fichtelgebirge, Schneeberg, (1.051 moh.) ligger mod vest. Største og længste flod i området er Eger, der har sit udspring i Fichtelgebirge, og løber fra vest mod øst, ind i Tjekkiet ved Hohenberg.

## Byer og kommuner
Kreisen havde 73178  indbyggere pr.  2018-12-31

| - Byer 1. Arzberg (5152) 2. Hohenberg a.d.Eger (1439) 3. Kirchenlamitz (3286) 4. Marktleuthen (3069) 5. Marktredwitz, (17217) 6. Schönwald (3219) 7. Selb, (15128) 8. Weißenstadt (3113) 9. Wunsiedel (9259) - Købstæder 1. Schirnding (1187) 2. Thiersheim (1793) 3. Thierstein (1149) - Kommuner - Bad Alexandersbad (1.222) - Höchstädt i.Fichtelgebirge (1.217) - Nagel (1.871) - Röslau (2.412) - Tröstau (2.611) - Kommunefri områder (108,91 km²) - Verwaltungsgemeinschafte - Schirnding med kommunerne Hohenberg a.d.Eger (Stadt) og Schirnding (Markt) - Thiersheim med kommunerne Höchstädt i.Fichtelgebirge, Thiersheim (Markt) og Thierstein (Markt) - Tröstau med kommunerne Bad Alexandersbad, Nagel og Tröstau |